# Mittageisen (groupe)
Pour le morceau de Siouxsie and the Banshees, voir Mittageisen (chanson).
mittageisen est un groupe suisse de dark wave, actif au début des années 1980. Après un album homonyme, le groupe se sépare en 1986.

## Biographie

### Débuts
Le groupe est formé en 1981 par Bruno W (synthétiseur, rythmique, chant/parolier) après plusieurs projets punk (entre-autres la production du premier LP de punk-suisse) Les autres membres initiaux, Daniel S à la guitare, et Marcus Sch à la guitare et au chant, jouaient jusqu'alors dans des groupes locaux de punk. Quelques mois plus tard, Ursula S vient compléter Mittageisen en tant que bassiste, et le groupe enregistre une cassette démo contenant six chansons, qui sont  partiellement présentes sur le premier album de 1983. Ursula S quitte le groupe brièvement après les sessions d'enregistrement pour leur premier album en automne 1982,.
Le nom du groupe fait référence à Mittageisen, un morceau de Siouxsie and the Banshees qui utilise un photomontage de John Heartfield comme couverture. Cette photo apparaît pour la première fois en couverture du Arbeiter-Illustrierte-Zeitung (Journal illustrés des travailleurs), publié le 19 décembre 1935. Heartfield (1891-1968) était un membre du club dada, qui a débuté en 1916 au Cabaret Voltaire, à Zurich. La photo est titrée « Hurrah die Butter Ist Alle ! » (hourra le beurre est fini !), elle montre une famille qui mange différentes pièces de métal. L'élément déclencheur de cette photo fut la phrase issue d'un discours de Göring, « le fer a toujours fait une nation forte, le beurre et le lard ont seulement rendu les gens gras. ».

### Dernières activités
Parmi plusieurs concerts, également avec d'autres groupes tels que Liliput, The Vyllies ou Propaganda, Mittageisen est devenu l'un des groupes suisses new wave les plus importants, particulièrement avec la sortie de leur premier album, en mars 1983. Ils obtiennent des critiques extrêmement positives, leur album devient « album de la semaine » sur la radio suisse et les chansons sont jouer fréquemment sur différentes stations, particulièrement en Allemagne, en Autriche, et aux Pays-Bas.
Après le départ de Markus Sch à la guitare, et de Manuela H aux claviers, mittageisen publie en janvier 1985 le single automaten, avec un son electro novateur à l'époque. Comme Bruno W l'a déclaré en interview, le groupe n'étant pas satisfait de la version de automaten présente sur le premier album, il se rend donc à Cologne pour y mixer une version finale en collaboration avec Detlev Kühne (Die Hornissen) et Tom Dokoupil (The wirtschaftswunder) dans leur studio. Le single fait son chemin jusqu'à l'émission de John Peel sur la BBC Radio One et devient un tube indie disco.
Après les dernières sessions d'enregistrement en 1986 le groupe se sépare. Sa tête pensante Bruno W publie quelques années après sous le nom Mittageisen v2 (aujourd'hui mev2) le single Geld-arbeit/Money-Work qui était jusqu'alors publié sous deux éditions différentes présentant différentes versions. Sur la seconde édition, il travaille avec Marco Repetto, un membre du NDW-band Grauzone, DJ techno/ambient, musicien et producteur.

## Postérité
En 2014, automaten devient l'un des morceaux à atteindre le top 20 du CH Hall of Fame 80s présenté à l'exhibition OH YEAH! - Pop music in Switzerland au Musée de la communication de Berne.

## Style musical
Développant un style à part, Mittageisen devient, selon Donnacha DeLong, « [L']Un des plus anciens groupes de dark wave/electro goth. Ces pistes furent principalement enregistrées entre 1982 et 1985 (sept d'entre elles en 1982 alors que Depeche Mode « n'en avait toujours pas assez (référence à la chanson I Just Can't Get Enough du groupe Depeche Mode) ») mélangeant l'émergence gothique du son des Banshees, Bauhaus et the Cure, avec une touche de l'electro de Kraftwerk. De manière générale, c'est lent, sombre, morose, avec des guitares et une voix négligées, soutenues par un beat electro aiguisé. En d'autres termes, ils sont un des groupes archétypaux de dark wave qui sortaient des albums quand les Sisters (of Mercy) travaillaient seulement sur leur premiers EP. Il y a, cependant, une raison très simple et évidente qui fait que ce groupe n'occupe pas la même position privilégiée que les groupes gothiques classiques : Ils ne chantent pas en anglais. La plupart des pistes sont en allemand, et l'une d’entre elles, Persistance de la mémoire, est en français. C'est le genre musical typique aux bandes-son des films allemands oppressants, sombres, de science-fiction. 
Le son ne reste pas le même tout au long, automaten qui est ici en deux versions, est un morceau electro franchement up-tempo. D'autres sont plus axées sur le son, des pièces brutes qui évoquent le travail en usine. Ce CD est plus qu'une singularité historique, c'est un must pour les fans des premières œuvres des Sisters, ou de la période sombre des Cure qui culmine dans l'ambiance oppressante de Pornography ». Hormis la musique, la critique sociale et les paroles expressives de Bruno W, rendent celle-ci encore plus saisissante et attirent l'attention des critiques.

## Discographie

### Albums studio
- 1983 : Mittageisen (vinyl)
- 1994 : Alles ist anders … Nichts hat sich geändert (CD)
- 2008 : 1981-1986 Remastered (2CD)
- 2022 : Demo-tape 1981 Remastered (MP3)
- 2024 : 1983 Remastered (MP3)

### Singles
- 1985 : Automaten / Neues China (7" + 12")
- 2016 : Automaten / Neues China / automaten (Radio Edit) (12")

### Cassette
- 1981 : Im Niemandsland am Ende des 20. Jahrhunderts

### Vidéo
- 1995 : Automaten